# Aureliusz z Kartaginy
Aureliusz z Kartaginy, łac. Aurelius (zm. ok. 430) – biskup Kartaginy w latach ok. 391-430, ojciec i święty Kościoła katolickiego. 
Działał w Afryce w okresie sporów donatystycznych i pelagiańskich, brał udział w synodach, m.in. w 411 roku. Dążył do umocnienia dyscypliny duchowieństwa, uporządkowania liturgii i kościelnego prawodawstwa. Z licznych Listów, które napisał, zachował się tylko jeden, skierowany do biskupów rzymskiej prowincji Byzacena (Tunezja) w Afryce Północnej i dotyczący sprawy potępienia Pelagiusza.
Wspomnienie liturgiczne świętego Aureliusza obchodzone jest 20 lipca.

## Źródła
- Wincenty Myszor, Aureliusz [w:] César Vidal Manzanares, Pisarze wczesnochrześcijańscy I-VII w., wyd. Verbinum, Warszawa 2001.